# Jørn Holen
Jørn Holen, detto Steingrim (Sogndal, 13 giugno 1977), è un batterista norvegese.

## Biografia
Nel 1994 si unisce a Valfar come batterista del  progetto viking metal Windir. Contemporaneamente entra negli Ulcus, band che nel 1999 si fonderà nei Windir.
Nel 2004, dopo la tragica morte del fondatore Valfar e il relativo scioglimento dei Windir, fonda insieme a Hvàll e Sture Dingsøyr i Vreid.

Nel 2005 si unisce anche ai Cor Scorpii (fondati lo stesso anno da Righ e Strom dei Windir), con cui inciderà il demo Attergangar per lasciare poco dopo la band.
Attualmente vive ad Oslo.

## Discografia

### Con i Windir

#### Demo
- Sognariket - 1994
- Det Gamle Riket - 1995

#### Full-length
- Sóknardalr - 1997
- Arntor - 1999
- 1184 - 2001
- Likferd - 2003

#### Raccolte
- Valfar, Ein Windir - 2004

#### DVD
- SognaMetal - 2005

### Con gli Ulcus
- Cherish the Obscure - 2000

### Con i Vreid
- Kraft - 2004
- Pitch Black Brigade - 2006
- I Krig - 2007

### Con i Cor Scorpii
- Attergangar - 2005